# .il
.il is de internettopleveldomeinlandcode (ccTLD) van Israël. Het wordt beheerd door de Israel Internet Association.
Het topleveldomein .il is een van de eerst geregistreerde ccTLD's. Toen Israël het aanmeldde, in oktober 1985, was het de derde registratie van een ccTLD, na .us en .uk, die eerder datzelfde jaar werden vastgelegd.
Er zijn acht subdomeinen:
- ac.il — Academische instituten
- co.il — Commerciële instellingen
- org.il — Niet-commerciële organisaties
- net.il — Israëlische internetproviders
- k12.il — scholen en kleuterscholen
- gov.il — Overheid en overheidssysteem
- muni.il — Lokale overheden
- idf.il — Israëlische defensieleger